# Atherigona orbicularis
Atherigona orbicularis är en tvåvingeart som beskrevs av Fan och Liu 1982. Atherigona orbicularis ingår i släktet Atherigona och familjen husflugor. Inga underarter finns listade i Catalogue of Life.